# Avram Iancu (okręg Botoszany)
Avram Iancu – wieś w Rumunii, w okręgu Botoszany, w gminie Coțușca. W 2011 roku liczyła 94 mieszkańców.